# Calcochloris tytonis
Calcochloris tytonis är en däggdjursart som först beskrevs av Alberto M. Simonetta 1968.  Calcochloris tytonis ingår i släktet Calcochloris och familjen guldmullvadar. IUCN kategoriserar arten globalt som otillräckligt studerad. Inga underarter finns listade.
Arten är bara känd från en enda delvis upplöst individ som hittades i spybollen av en uggla i Somalia.  I regionen förekommer savanner och buskskogar.